# Persida Nenadović
Persida Nenadović (cirílico sérvio : Персида Ненадовић ; 15 de fevereiro de 1813 - 29 de março de 1873) foi a princesa consorte da Sérvia como esposa de Alexander Karađorđević , que governou o Principado da Sérvia desde sua eleição em 14 de setembro de 1842 até sua abdicação em 24 de outubro de 1858. Ela era mãe de dez filhos, incluindo o futuro Rei Pedro I da Sérvia, que assumiu o trono após o assassinato do Rei Alexandre I, o último governante da dinastia Obrenović (os tradicionais rivais dos Karađorđevićs).

## Vida
Persida nasceu em 15 de fevereiro de 1813 em Brankovina, Império Otomano (atual Sérvia), filha do voivode (comandante) Jevrem Nenadović (1793–1867) e Jovanka Milovanović (1792–1880). Seu avô paterno foi Jakov Nenadović, o primeiro ministro do Interior sérvio da Sérvia Revolucionária, o avô materno Mladen Milovanović foi o primeiro ministro da Defesa .
Em 1º de junho de 1830 em Hotin, Bessarábia, aos 17 anos, ela se casou com Alexander Karađorđević, filho de Karađorđe Petrović e Jelena Jovanović. Em 14 de setembro de 1842, Alexandre foi eleito Príncipe da Sérvia, sucedendo ao deposto Príncipe Miloš Obrenović e tornando-se o primeiro governante de Karađorđević. A partir dessa data até sua própria abdicação, Persida foi denominada Princesa da Sérvia .
Em 1858, o príncipe Alexandre entrou em conflito com os membros do Conselho, pelo que foi obrigado a abdicar a favor de Miloš Obrenović, que regressou ao poder pela segunda vez. Após a abdicação de Alexander, ela e sua família se retiraram para Timișoara . Ela deu à luz um total de 10 filhos, seis dos quais viveram até a idade adulta.

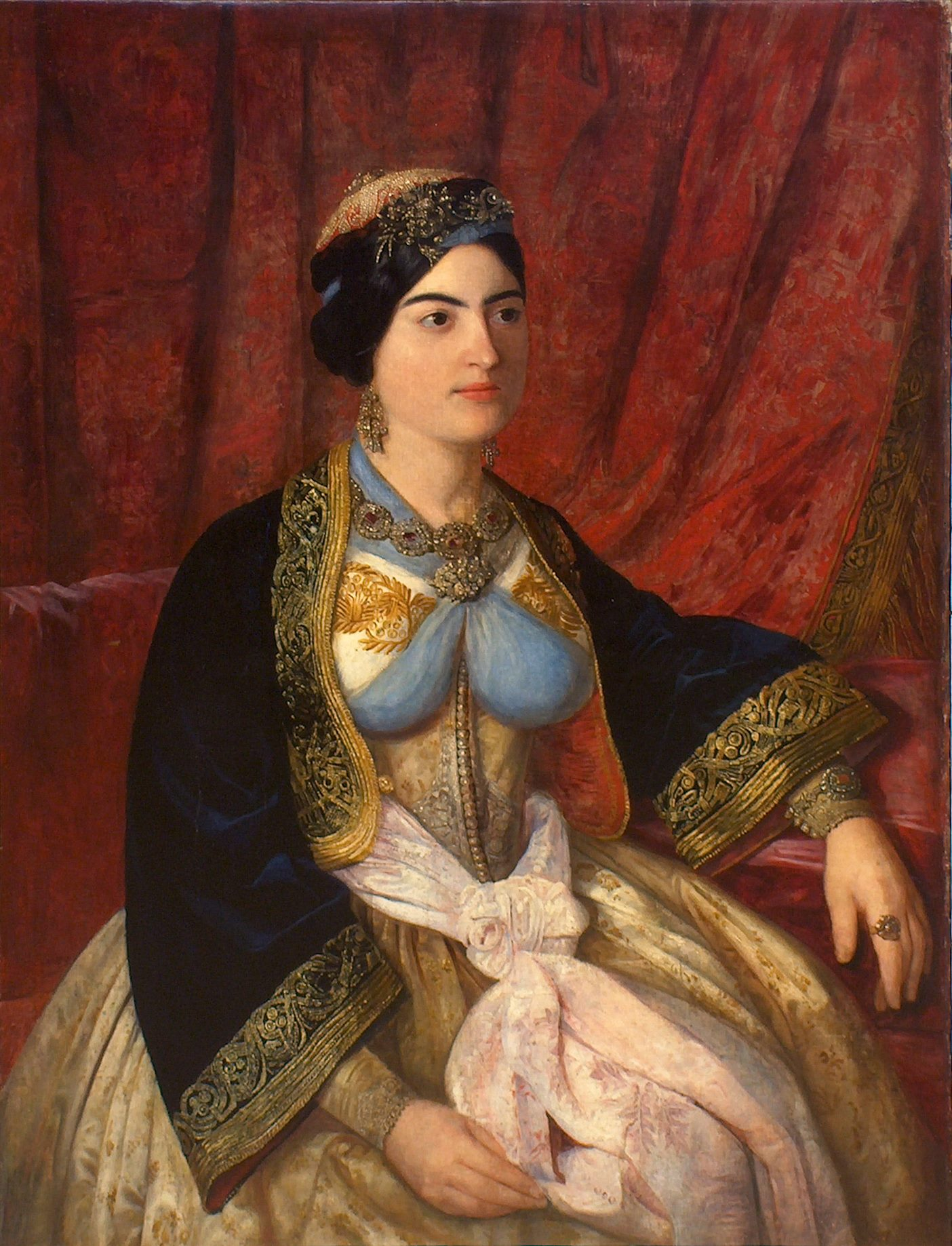
Retrato de Persida.

Ela morreu em 29 de março de 1873 aos 60 anos em Viena. Em 1912, seu filho, o rei Pedro, ordenou que os restos mortais da princesa Persida e do príncipe Alexandre fossem transferidos para a Igreja de São Jorge em Oplenac.
A atriz Catherine Oxenberg é uma das muitas descendentes de Persida.
Por seu trabalho de caridade e atividades culturais, o sultão Abdul Majid concedeu-lhe a Ordem do Retrato de Padishah em 1864. Ela também organizou reuniões frequentes de promoção de arte que foram bastante significativas para a vida da capital sérvia.

## Filhos
Lista de Filhos:
- Princesa Poleksija (1 de fevereiro de 1833 - 5 de dezembro de 1914), casou-se primeiro em 1849 com Konstantin Nikolajević (1821 - assassinado em 13 de outubro de 1877), Ministro do Interior sérvio, de quem teve descendência ; em segundo lugar, Dr. Alexander Preshern (1830 - 2 de dezembro de 1914).
- Princesa Cleópatra (26 de novembro de 1835 - 13 de julho de 1855), casou-se em 1855 com Milan Avram Petronijević, embaixador da Sérvia na Rússia.
- Príncipe Aleksij (23 de março de 1836 - 21 de abril de 1841)
- Príncipe Svetozar (1841 - 17 de março de 1847)
- O Príncipe Pedro (29 de junho de 1844 - 16 de agosto de 1921), governou a Sérvia de 1903 a 1918 e, posteriormente, como Rei do Reino dos Sérvios, Croatas e Eslovenos até sua morte; casou-se com a princesa Zorka de Montenegro , de quem teve descendência.
- Princesa Jelena (18 de outubro de 1846 - 26 de julho de 1867), casou-se em 1867 com Đorđe Simić (28 de fevereiro de 1843 - 11 de outubro de 1921), primeiro-ministro da Sérvia.
- Príncipe Andrej (15 de setembro de 1848 - 12 de julho de 1864)
- Princesa Jelisaveta (nascida e falecida em 1850)
- Príncipe Đorđe (11 de outubro de 1856 - 5 de janeiro de 1889)
- O príncipe Arsenije (16 de abril de 1859 - 1938), casou-se em 1892 com uma nobre russa, princesa e condessa Aurora Pavlovna Demidova . Eles eram os pais do príncipe Paulo da Iugoslávia.